# قشلاق اخمود سفلی (کلیبر)
قشلاق اخمود سفلی یکی از روستاهای استان آذربایجان شرقی است که در دهستان قشلاق بخش آبش‌احمد شهرستان کلیبر واقع شده‌است.